# Nelinho (football, 1971)
Pour les articles homonymes, voir Nelinho.
Nasser Amade Carimo dit Nelinho est un footballeur mozambicain né le 18 mai 1971.
Avec ses 38 ans, Nelinho est le joueur le plus âgé de la CAN 2010 en Angola.